# Matadi
Matadi (službeno: Ville de Matadi) luka je na rijeci Kongo i glavni grad provincije Kongo Central u Demokratskoj Republici Kongo. Najznačajnija je luka države i među najznačajnijima na kontinentu kada se radi o prijevozu kave i drva. Leži oko 150 km od ušća rijeke Kongo u Atlantski ocean te oko 260 km jugozapadno od Kinshase. Ime Matadi znači "kamen" na lokalnom kongo jeziku.
Matadi je 1879. godine osnovao velški istraživač Henry Morton Stanley. Grad leži na strmim brežuljcima, praktički na samoj granici s Angolom. Most preko rijeke Kongo, Pont Matadi, otvoren je 1983. godine i dug je 722 metra.
Prema popisu iz 2004. godine, Matadi je imao 245.862 stanovnika.

## Vanjske poveznice

### Ostali projekti
|  | Zajednički poslužitelj ima još gradiva o temi Matadi |